# José Manuel Ruiz Ibáñez
José Manuel Ruiz Ibáñez (Murcia, 9 de diciembre de 2000) es un deportista español que compite en vela en la clase 49er. Forma parte del equipo español de la Real Federación Española de Vela.

## Biografía
Comenzó a navegar a los ocho años, impulsado por su abuelo, en el Club de Regatas Mar Menor de los Urrutias, Cartagena. Desde temprana edad, su padre, el exfutbolista profesional José Manuel Ruiz López, le infundió los valores del deporte.
Apasionado por el Mar y los deportes náuticos, siempre ha vivido y practicado la vela a orillas del Mar Menor.
En 2019, José Manuel Ruiz Ibáñez se unió al equipo de la Real Federación Española de Vela, consolidando su carrera como regatista. Ha representado a España en numerosas competiciones nacionales e internacionales. Consagrándose Subcampeón de Europa SUB23 en la Categoría Olímpica 49er, en el Campeonato  de Europa Júnior de 2022, en el Lago Bálaton, Hungría.
El 29 de abril de 2023, fue premiado por la Unión de Federaciones Deportivas de la Región de Murcia (UFDRM) por su contribución, trabajo y compromiso con el Deporte Federado de la Región de Murcia.

## Premios y reconocimientos
Medalla de plata en el Campeonato de Europa de 49er SUB23, en el año 2022.